# Hedwig Hülle
Margarethe Hedwig Hülle (* 25. Januar 1794 in Ovelgönne; † 1. August 1861 in Varel), Pseudonym Ludwig März, war eine deutsche Dichterin, Schriftstellerin und Lehrerin. Sie „war die produktivste Dichterin, die Bremen im 19. Jahrhundert besaß. Sie hinterließ ein eindrucksvolles Werk von Gedichten, Erzählungen, Dramen und eine Zeitschrift für die Bildung und Unterhaltung der Jugend.“

## Biografie
Hedwig Hülle war die Tochter des Rechtsanwaltes Hermann Christian Hoffmeier (* ca. 10. Februar 1733 – 23. Oktober 1810 in Ovelgönne). Ihre Mutter zog mit ihr in den Ort Rothehütte im Harz, der damals zum Amt Elbingerode gehörte. Sie heiratete 1815 in Ovelgönne den Gewürzkaufmann Johann Christian Hülle († 1830) und zog 1815 nach Bremen. Beide hatten zwei Töchter und einen Sohn.
Die Tochter Marie Elise Christine Hülle wurde 1819 in Bremen geboren. Sie heiratete Johann Christian Baars (* 1822 in Wiefelstede) 1848 in Bremen. Die Tochter Sophia Helene Hülle starb 1824 in Bremen.
Hedwig Hülle schrieb 1822 ihren ersten Gedichtband Erstlinge des Frühlings. Als ihr Mann 1825 erblindete, verstärkte sie ihre literarische Arbeit, um für den Lebensunterhalt zu sorgen. 1826 erschien die freie Nachdichtung der Odyssee. Goethe schrieb dazu an Karl Ludwig von Knebel: „...wunderliche Übersetzung der Odyssee? Kann man sie auch nicht billigen, so darf man sie auch nicht schelten.“ Das Werk wurde wohl in den literarischen Blättern eher kritisiert.
1828 veröffentlichte sie Herbstrosen, eine Sammlung von Gedichten und Erzählungen; weitere Werke folgten. Von 1833 bis 1837 gab sie die Monatszeitschrift Der Bremer Jugendfreund heraus. Kürzere literarische Texte Hedwig Hülles, vor allem Gedichte, erschienen auch in einer Reihe von zeitgenössischen Zeitschriften, darunter die Periodika Mitternachtsblatt für gebildete Stände (Braunschweig), Unterhaltungs-Saal. Zeitschrift für gebildete Leser (Ronneburg), Frauenzeitung. Ein Unterhaltungsblatt von und für Frauen (Jena), Conversations-Blatt (Regensburg), Minerva (Hamburg), Hesperus (Stuttgart und Tübingen), Unterhaltungsblatt. Wochenschrift für gemeinnütziges Interesse (Varel) und Abend-Zeitung (Dresden und Leipzig). Ab 1845 arbeitete sie auch als Lehrerin. Sie zog 1848 nach Varel um.
Die Schriftstellerin, die in einigen ihrer Texte der Strömung des Vormärz nahestand, genoss im literarischen Leben ihrer Zeit hohes Ansehen. So verglich sie zum Beispiel der jungdeutsche Schriftsteller und Journalist Eduard Beurmann 1837 mit der sozialkritischen, als Wegbereiterin des Feminismus geltenden französischen Dichterin George Sand und lobte ihre „geistige Selbstständigkeit, Tiefe der Empfindung und eine Gluth edler Leidenschaft (…): in ihr lebte und webte in der That Poesie.“ Auch die Beachtung, die Hedwig Hülle noch nach ihrem Tod in literaturgeschichtlichen Standardwerken erfuhr, wie zum Beispiel in Karl Goedekes Grundriß zur Geschichte der deutschen Dichtung, Franz Brümmers Deutsches Dichter-Lexikon und Joseph Kürschners Deutsche National-Litteratur, belegt die überregionale Anerkennung ihrer schriftstellerischen Tätigkeit. 

## Werke (Auswahl)
- Erstlinge des Frühlings, Gedichtband, Bremen 1822. (Volltext)
- Irrfahrten des Odysseus. Nachdichtung der Odyssee, Bremen 1826.[6] (Volltext)
- Herbstrosen, Gedichte und Erzählungen, Bremen 1828.
- Reue versöhnt. (Erzählung) In: Taschen-Bibliothek der neuesten und unterhaltendsten Erzählungen, Novellen, Sagen und Mährchen. Verfaßt von einem Vereine deutscher Dichter und Dichterinnen., Lüneburg 1828, S. 49-102. Volltext:
- Caspar Haußer’s Klage.‘‘ (Gedicht) In: Mitternachtblatt für gebildete Stände, Jg. 1829, Heft Nr. 6, S. 23 f., Braunschweig 1829.  Volltext:
- Treu bis in den Tod. (Erzählung in Fortsetzungen) In: Mitternachtzeitung für gebildete Stände, Jg. 1829, Heft Nr. 27, S. 105 ff. (Fortsetzung der Erzählung in den folgenden Heften), Braunschweig 1829.  Volltext:
- Die Kopfsteuer. (Ballade) In: Mitternachtzeitung für gebildete Stände, Jg. 1829, Heft Nr. 178, S. 711 f., Braunschweig 1829. Volltext:
- Seraphine, Liebesroman in Briefen, 1830.
- Die Nase, Einakter, aufgeführt im Bremer Stadttheater, Bremen 1830.
- Das Carneval in Neapel. Novelle. In: Wesernymphe. Novellen und Erzählungen, hrsg. von Theodor von Kobbe, Bremen 1831, S. 89–119.
- Nie das Ersehnte. Novelle. In: Nordische Blüthen. Erzählungen und Novellen, hrsg. von Theodor von Kobbe, Bremen 1835, S. 1–47; Volltext:
- Das Kranzbinden. Eine Sammlung von Kranzbinde- und Polterabendscenen, nebst einigen andern Festgedichten. Bremen 1835.
- Poesien, Gedanken und Bilder. Gedichtband, Bremen 1836.
- Bremisches Album auf das Jahr 1839. Sammlung von Erzählungen,  Aufsätzen und Gedichten.
- Der sterbende Neger. Gedicht. In: Rheinisches Odeon (hrsg. u. a. von Ferdinand Freiligrath), Düsseldorf 1841, S. 342 f.; Volltext:
- Der Brand von Hamburg. Gedicht, Bremen 1842.
- Die Geheimnisse des Karnevals, Drama, Übersetzung aus dem Französischen, Bremen 1847.
- Eine Weihnachtsgeschichte unter dem Pseudonym Ludwig März, 1850.